# Ruthven Deane
Ruthven Deane (Cambridge, 20 agosto 1851 – Chicago, 20 marzo 1934) è stato un ornitologo statunitense.
Membro fondatore dell'American Ornithologists' Union possedeva un'ampia collezione di ritratti fotografici di ornitologi e naturalisti.

## Biografia
Deane nacque a Cambridgeport, quartiere di Cambridge, in Massachusetts. Fin da giovane fu appassionato di ornitologia. A scuola fu caro amico di William Brewster e Daniel French che frequentò anche fuori. A circa 18 anni trovò impiego a Boston presso la Dana Bros., azienda che importava zucchero e melassa dalle Indie occidentali. L'incendio di Boston del 1872 gli fece trovare lavoro nel settore assicurativo, dove continuò fino al 1880, quando si trasferì a Chicago per unirsi a suo fratello Charles E. Deane nella ditta di alimentari all'ingrosso chiamata Deane Bros. e Lincoln.
Nel 1883 Ruthven Deane fu uno dei fondatori dell'American Ornithologists' Union. Nel 1885 si sposò. Nel 1897 fu organizzata l'Illinois Audubon Society, quarta società ad essere fondata in uno stato degli Stati Uniti, e Deane ne divenne il primo presidente; fu successivamente rieletto per i successivi 16 anni, servendo come presidente dal 1898 al 1914. Nel 1903 si ritirò dall'attività commerciale per dedicarsi totalmente all'ornitologia. Mise a disposizione la sua collezione di pelli di uccelli all'Accademia delle scienze di Chicago e donò la sua collezione di 43 uccelli albini impagliatial Field Museum of Natural History. Le sue pubblicazioni si trovano principalmente su The Auk e sul Bulletin of the Nuttall Ornithology Club, 112 articoli in due riviste. Fu collezionista di Audubonia, ritratti fotografici di ornitologi e naturalisti e di ex libris. Morì a Chicago, all'età di 82 anni.